# Прикуривание

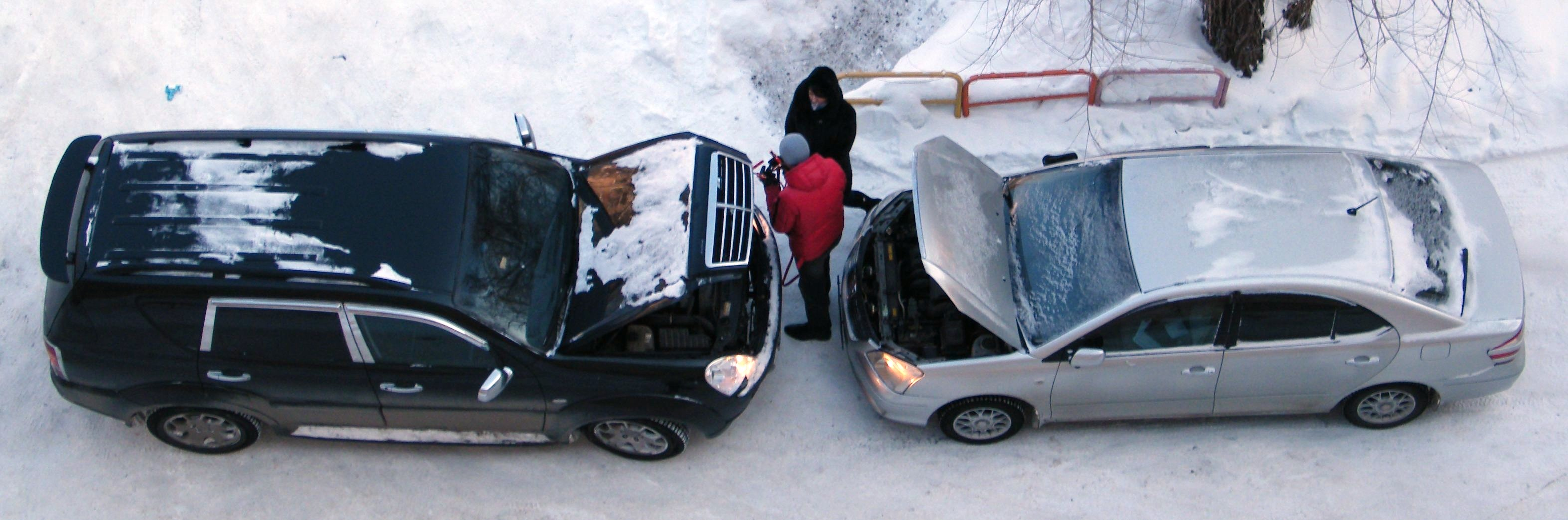
«Прикуривание»

Прику́ривание — жаргонное название способа запуска двигателя автомобиля при разряженном («севшем») аккумуляторе от автомобиля-донора. Чаще потребность в этом возникает зимой.

## Принцип работы

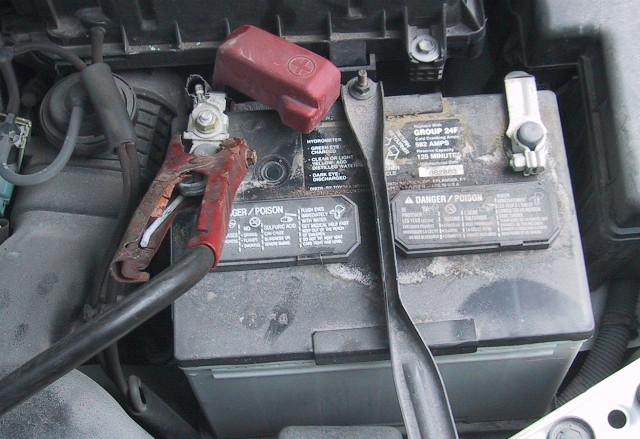
К положительной клемме присоединён провод с «крокодилом»

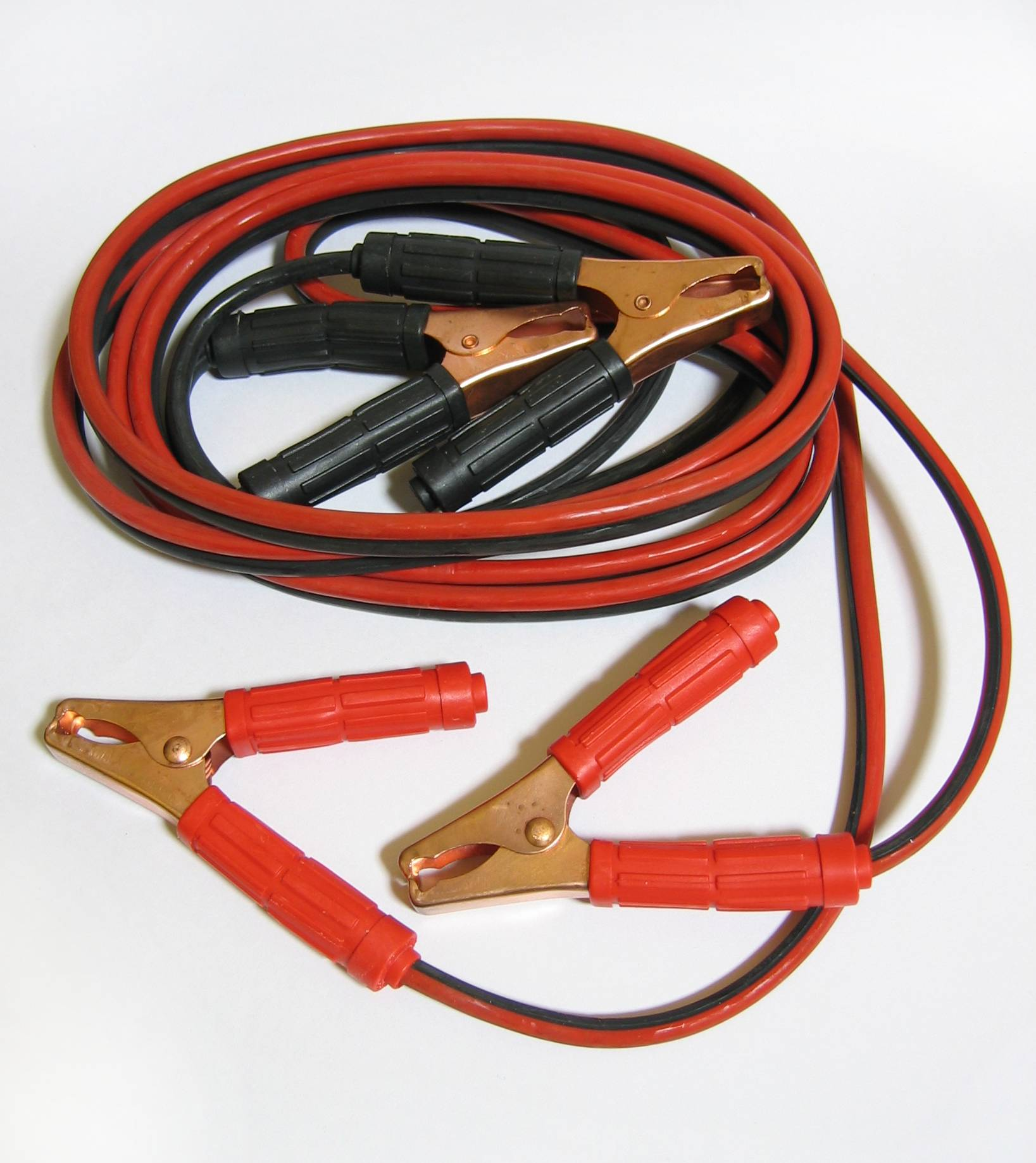
Стартер-кабели

При «прикуривании» аккумулятор автомобиля-донора присоединяется параллельно к бортовой сети автомобиля-реципиента: плюсу аккумулятора и массе (но не минусовой клемме аккумулятора) при помощи специальных стартер-кабелей — толстых проводов. Такие кабели имеют достаточно большое сечение токоведущей жилы и оснащены зажимами с обоих концов. Соединение идёт по полярности: плюс к плюсу, минус к минусу. Провода часто имеют «крокодилы» красного и чёрного цвета, чтобы избежать ошибки.
Нежелательно присоединять провода при работающем двигателе автомобиля-донора, по причине большой искры и скачков напряжения в бортсети. Также может вызвать отказ электроники включение стартера реципиента при работающем двигателе донора, ввиду больших выбросов помех от работающего стартера. Дело в том, что обычно при включении стартера такие цепи как возбуждение генератора, магнитола и проч. отключаются, а в случае включения стартера «донора» этого не произойдёт. В крайнем случае, не следует хотя бы нажимать педаль газа для увеличения отдачи генератора при прокрутке, так как при этом ток генератора значительно возрастёт, и может превысить допустимый. Гораздо лучше, если после запараллеливания батарей поработать двигателем донора 10—15 минут на средних оборотах, с целью подзарядки севшей батареи запускаемого автомобиля.

## Меры предосторожности
«Прикуривание» считается небезопасным методом запуска и при несоблюдении мер безопасности можно повредить электрооборудование как запускаемого автомобиля, так и автомобиля-донора. Поэтому следует обязательно соблюдать меры предосторожности:
- При прикуривании очень важно соблюдать полярность подключения аккумуляторов, а также не допускать коротких замыканий, которые возможны, к примеру, если случайно коснуться двумя зажимами кузова автомобиля. Всегда первым подключается {\displaystyle +}, затем {\displaystyle -}. Причём присоединяется последним провод на запускаемом автомобиле, чтобы исключить взрыв водорода, выделяемого батареей при зарядке. По этой же причине минусовой провод подключают подальше от аккумулятора, чтобы искра не вызвала взрыв. Отсоединение в обратном порядке;
- При запуске двигателя через провода проходит ток порядка 200—400 А в зависимости от типа и мощности двигателя, поэтому необходимо проверить маркировку стартер-кабеля. Если кабель не рассчитан на соответствующий ток, возможно возгорание его изоляции;
- Необходимо убедиться, что у обоих автомобилей одинаковое бортовое напряжение. У легковых автомобилей это обычно 12 В, у грузовых может быть 24 В. Следует помнить, что аккумуляторы могут иметь «обратную» полярность выводов, что может вызвать ошибку;
- Разряженная батарея запускаемого автомобиля должна быть исправна. В случае её неисправности (течи электролита, замыкания пластин и т. д.) может произойти перегрев батареи, или даже взрыв;
- Минусовую клемму нужно подключать только на «массу» (кузов автомобиля или картер двигателя), а не на клемму аккумуляторной батареи.
- Никогда при «прикуривании» не отсоединяйте аккумулятор от сети автомобиля. В большинстве современных автомобилей напряжение аккумулятора используется в качестве «опорного» в схеме регулятора напряжения автомобильного генератора, и при его отсутствии генератор может выдать любое напряжение, несколько десятков вольт — а это неминуемо выведет из строя всю сложную электронику.

## Альтернативы

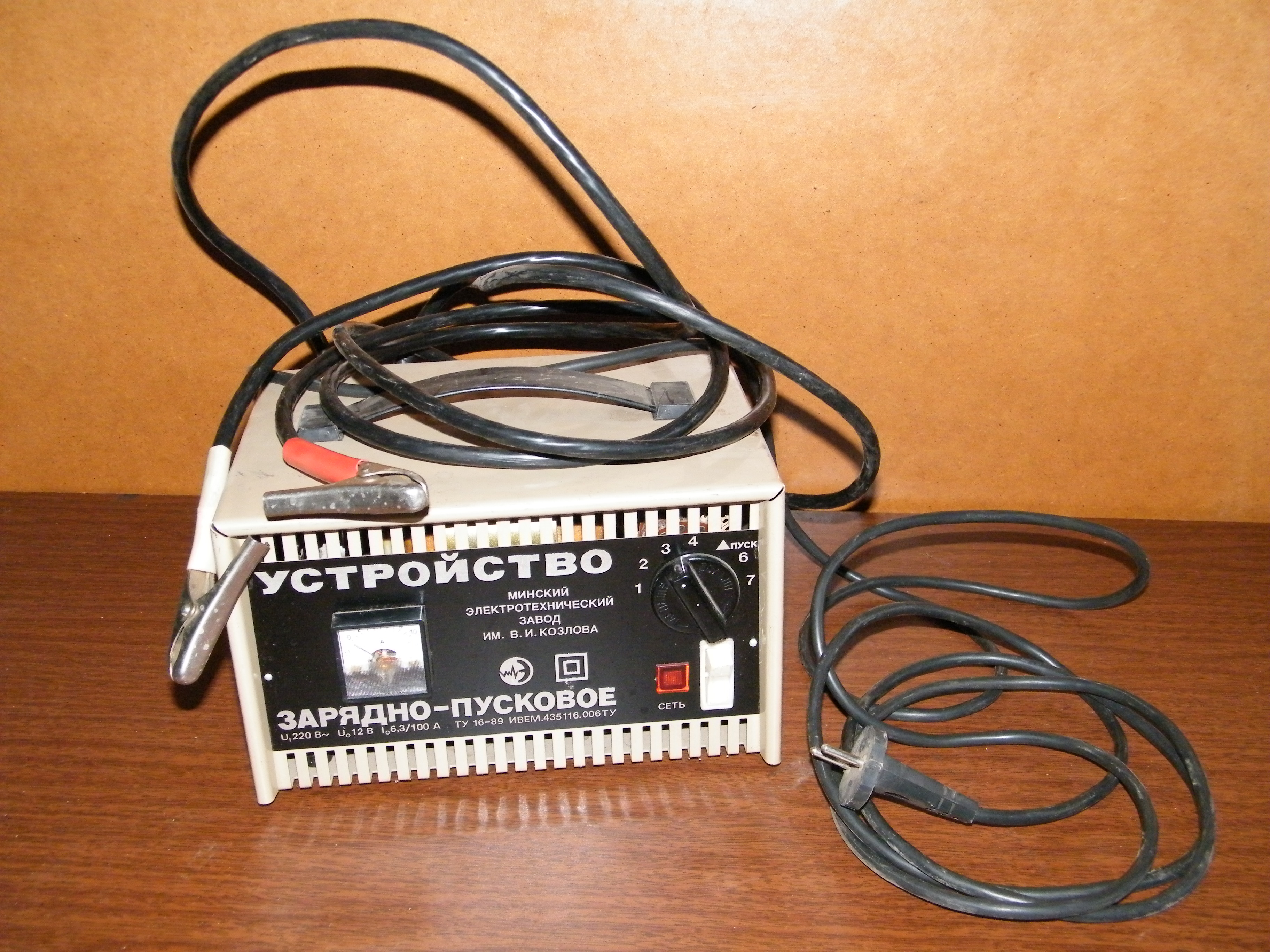
Зарядно-пусковое устройство для автомобильных аккумуляторов

- Использование пуско-зарядного устройства.
- Запуск «с толкача» или «с буксира».
- Запуск «кривым стартёром» (если предусмотрено конструкцией, современные автомобили в подавляющем большинстве своём так завести невозможно).
- При отсутствии специальных проводов для «прикуривания» возможна подзарядка проводами сечением не менее 1,5 мм кв. от работающего автомобиля-донора в течение 15-30 мин.

«Прикуривание» используется не только автолюбителями. Запуск двигателя от постороннего нештатного источника электроэнергии может применяться (и применяется) на всей колёсно-гусеничной технике (включая танки и спецмашины), при этом может использоваться любой подходящий по напряжению и мощности источник электроэнергии, вплоть до подвижных электрогенераторов, автономных электростанций или промышленных установок — преобразователей тока. Стандарты НАТО, в числе прочего, задают напряжение сети (24 вольта) и разъём для «прикуривания» машин.